# Marija Alekszandrovna Romanova orosz nagyhercegnő
Marija Alekszandrovna orosz nagyhercegnő, férjezett Mária edinburgh-i és szász–coburg–gothai hercegné (oroszul: Великая Kняжна Мария Александровна Романова, angolul: Princess Marie of the United Kingdom, Duchess of Edinburgh, németül: Herzogin Marie von Sachsen–Coburg–Gotha; Carszkoje Szelo, 1857. október 5./17. – Zürich, 1920. október 24.) orosz nagyhercegnő, házassága révén Edinburgh és Szász–Coburg–Gotha hercegnéje, valamint brit királyi hercegné.

## Származása és gyermekkora
Marija Alekszandrovna nagyhercegnő 1857-ben látott napvilágot II. Sándor cár és Mária hesseni hercegnő hatodik gyermekeként, illetve második leányaként. A családban csak egyetlen leánygyermek született rajta kívül: Alekszandra Alekszandrovna, azonban ő kisgyermekként elhunyt még Marija Alekszandrovna születése előtt. Ilyenformán Marija nagyhercegnőnek „szülei szívükben különleges helyet tartottak fenn, lévén, hogy ő volt az egyetlen gyermekkort túlélt leánygyermek a családban”.
Marija Alekszandrovnának két öccse volt, Szergej és Pavel nagyhercegek. A fiatalabb gyermekek zárt közösséget alkottak a családon belül; Marija Alekszandrovna szinte édesanyaként vigyázott öccseire. Kiskorukban egy Kitty Strutton nevű angol dada gondoskodott róluk, bár Marija Alekszandrovna és öccsei sok időt töltöttek édesanyjukkal. Mária hesseni hercegnő, aki orosz földön között ugyancsak „Marija Alekszandrovna” néven szerepelt, gyenge egészségű volt, így európai gyógykúráira magával vitte fiatalabb gyermekeit. Anya és leánya kapcsolatát Lady Augusta Stanley így jellemezte: „[Marija] egyszerre volt barátnő és leány, anyja számos döntésében támaszkodott rá”. Édesanyja mellett a nagyhercegnő közel állt az édesapjához, még szülei házasságának tönkremenetele után is.
Mikor betöltötte tizedik életévét, Marija nagyhercegnő nevelését egy orosz nemes hölgyre, Alekszandra Tolsztoja grófnéra bízták. A grófné szigorú, akaratos asszony volt, ennek ellenére Marija Alekszandrovna élete végéig szoros kapcsolatot ápolt vele. A nagyhercegnő nagyon szeretett zenélni. Édesapjától kapott egy zongorát, amit a saját szobájában helyeztek el, és gyakran tanítgatta rajta öccseit is.

## Házassága és gyermekei
Marija Alekszandrovna fiatalon szeretett bele Alfréd brit királyi és edinburgh-i hercegbe, Viktória brit királynő második fiába. Alfréd herceg és Marija nagyhercegnő házassági tervei azonban mindkettőjük családjából heves ellenkezést váltott ki, Oroszország feszült viszonyban állt az Egyesült Királysággal. Leánya boldogságára való tekintettel II. Sándor cár 1873-ban mégis beleegyezését adta. Az esküvői ceremóniát 1874. január 23-án tartották a Téli Palotában. A friss házasok március 12-én mutatkoztak be a londoni nagyközönség előtt mint Edinburgh uralkodó hercegi párja. Az alkalom előtt tisztelegvén egy angol pék Marie biscuit néven új kekszet dobott a piacra, mely mára nemzetközileg forgalmazott termékké vált.

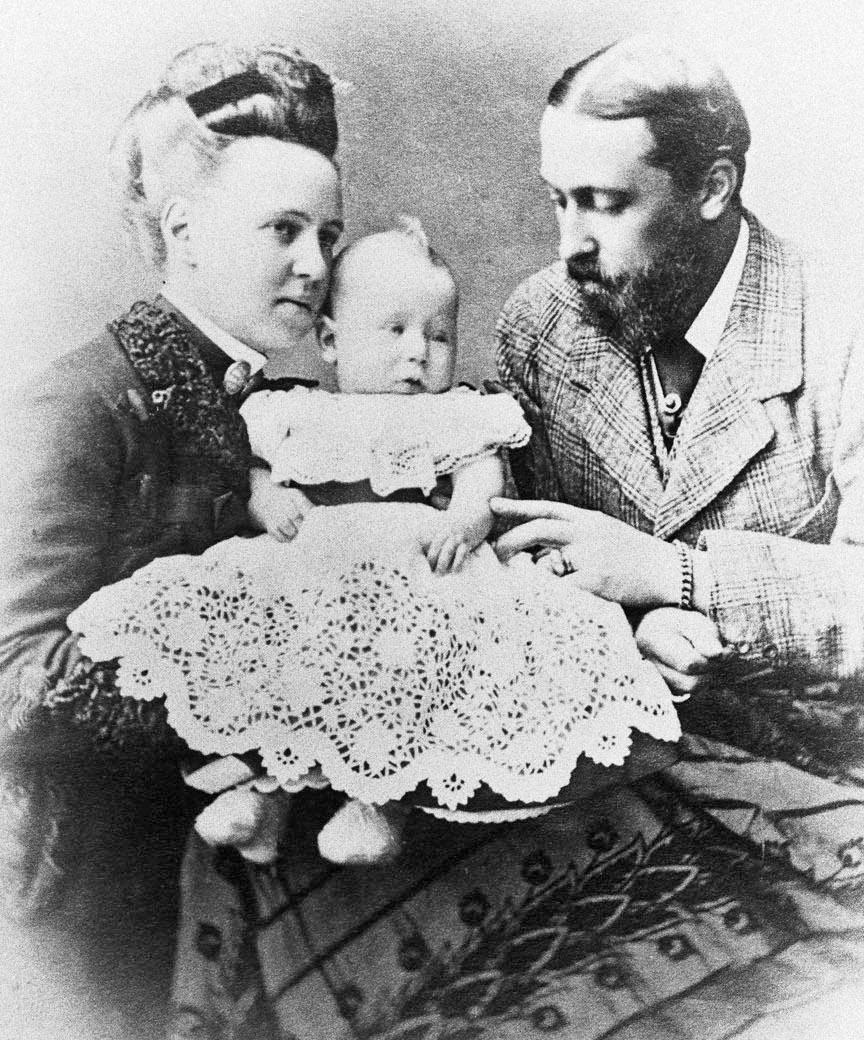
Marija Alekszandrovna nagyhercegnő férjével és első gyermekével (1874)

A nagyhercegnő nehezen tudott beilleszkedni új otthonába, melyben nagymértékben szerepet játszott az, hogy II. Sándor cár ragaszkodott leánya nagyhercegnői címének és megszólításának megtartásához. Ily módon viszont Marija Alekszandrovna a brit királyi udvarban magasabb pozíciót töltött be a walesi hercegnénél és trónörökösnénél, amely heves vitákat eredményezett a királyi családban. Részben erre is visszavezethető az, hogy Marija Alekszandrovna és Alfréd herceg házassága nem hozta meg a várt boldogságot a nagyhercegnő számára.
Alfréd hercegnek és Mária hercegnének hat gyermeke született:
- Alfréd herceg (1874–1899), Szász–Coburg–Gotha trónörököse
- Mária hercegnő (1875–1938), házassága révén Románia királynéja
- Viktória Melitta hercegnő (1876–1936), házassága révén előbb Hessen nagyhercegnéje, majd orosz nagyhercegné
- Alexandra hercegnő (1878–1942), házassága révén Hohenlohe–Langenburg hercegnéje
- koraszülött fiú (1879. október 13.)
- Beatrix hercegnő (1884–1966), házassága révén spanyol infánsné és Galliera hercegnéje.

## Szász–coburg–gothai hercegnéként
1893. augusztus 22-én elhunyt II. Ernő szász–coburg–gothai herceg, Alfréd herceg nagybátyja. II. Ernőnek nem született utódja, így koronája fivére legidősebb fiúgyermekére, azaz Eduárd walesi hercegre és trónörökösre szállt volna. Mivel azonban Eduárd herceg a brit trón várományosaként nem ülhetett egy német hercegség trónjára, ezért Szász–Coburg–Gotha Alfréd herceget illette meg. Mind Alfréd herceg, mind Mária hercegné lemondtak edinburgh-i és brit címeikről, hogy Szász–Coburg–Gotha uralkodóivá válhassanak.
Egy uralkodó német herceg feleségeként Mária hercegné sokkal otthonosabban érezte magát Németországban, mint Angliában. Hamar kiismerte magát népe hagyományaiban és történelmében, népszerűségre tett szert a németek közében; noha mindig rendszeresen meglátogatta orosz rokonait. A hercegi család állandó Coburgban tartott fenn állandó otthont, ám mivel Alfréd herceg a Brit Királyi Haditengerészetben szolgált, gyakran utazott a Földközi-tengerre, és ezen alkalmakkor családja is rendszerint vele tartott. A gyermekei így sokat időztek Máltán, Alfréd herceg és Mária hercegné második leánya, Viktória Melitta például ott jött világra.
Mária hercegné egyetlen fia, ifjabb Alfréd herceg 1899 januárjában, szülei huszonötödik házassági évfordulójának ünneplése alatt öngyilkosságot kísérelt meg, miután botrányba keveredett szeretőjével. A herceg túlélte a próbálkozást, szülei pedig egy meranói szanatóriumba küldték, ahol a herceg február 6-án belehalt sérülésébe. Szász–Coburg–Gotha trónörököse így Mária hercegné unokaöccse, Károly Eduárd brit herceg, Albany uralkodó hercege lett. Alfréd herceg 1900. július 30-án bekövetkezett halála után Károly Eduárd lett a hercegség uralkodója. Az özvegy Mária hercegnét unokaöccse nem kényszerítette a coburgi hercegi palota elhagyására, így továbbra is ott élhetett.
A német közvélemény 1914-ben, az első világháború kitörésével fordult Mária hercegné ellen, főleg orosz és angol rokoni kapcsolatai miatt. Egyszer, mikor  fiatalabb leányaival egy vöröskeresztes gyűlésről tartott hazafelé, a felháborodott emberek rátámadtak az autójukra. A megvadult tömeget a rendőrségnek kellett szétoszlatnia, mindez pedig csaknem egy órába tellett.

## Halála
1917-ben Oroszországban forradalom döntötte meg a cári rendszert. A cári család tagjait üldözni kezdték, többjüket meggyilkolták. 1918-ban Németország elvesztette az első világháborút, és szintén megszűnt a Monarchia, a Szász–Coburg–Gotha család összeomlott. Mária özvegy hercegné és nagyhercegnő egészsége a sorozatos csapások hatására súlyosan megrendült. Rokonához, Anasztaszija Mihajlovna mecklenburg–schwerini özvegy nagyhercegnéhez hasonlóan Svájcban keresett menedéket.
Egy zürichi szállodába költözött, ott érte a halál 1920. október 24-én. Második leánya, Mária román királyné a Németország és Románia között fennálló viszony miatt nem tudott részt venni temetésén. Mária hercegnét a coburgi hercegek hagyományos temetkezési helyén, a Glockenburg temető hercegi mauzóleumában helyezték örök nyugalomra.